# Amorfofalus
Amorfofalus (lat. Amorphophallus), veliki rod kozlačevki smješten u tribus Thomsonieae, dio potporodice Aroideae. Pripada mu 230 vrsta gomoljastih trajnica po Africi, južnoj Aziji, zapadnom Pacifiku i Australiji. Često su to velike biljke, ponekad gigantskih veličina.
Najpoznatija među njima je A. titanum s otoka Sumatra, s najvećim nerazgranatim cvatom na svijetu. Veći, ali razgranati cavt od nje, ima samo palma Corypha umbraculifera.

## Vrste
1. Amorphophallus aberrans Hett.
2. Amorphophallus abyssinicus (A.Rich.) N.E.Br.
3. Amorphophallus adamsensis Magtoto, Mones, Ballada, Austria, R.M.Dizon, Alangui, Regina
4. Amorphophallus albispathus Hett.
5. Amorphophallus albus P.Y.Liu & J.F.Chen
6. Amorphophallus allenii A.Galloway, Malkm.-Huss., Prehsler & Claudel
7. Amorphophallus amygdaloides Hett. & Sizemore
8. Amorphophallus andranogidroensis Hett. & Mangelsdorff
9. Amorphophallus angolensis (Welw. ex Schott) N.E.Br.
10. Amorphophallus angulatus Hett. & A.Vogel
11. Amorphophallus angustispathus Hett.
12. Amorphophallus ankarana Hett., Ittenbach & Bogner
13. Amorphophallus annulifer Hett.
14. Amorphophallus antsingyensis Bogner, Hett. & Ittenbach
15. Amorphophallus aphyllus (Hook.) Hutch.
16. Amorphophallus arcuspadix A.Galloway, Ongsakul & Petra Schmidt
17. Amorphophallus ardii Yuzammi & Hett.
18. Amorphophallus asper (Engl.) Engl. & Gehrm.
19. Amorphophallus asterostigmatus Bogner & Hett.
20. Amorphophallus atrorubens Hett. & Sizemore
21. Amorphophallus atroviridis Hett.
22. Amorphophallus bangkokensis Gagnep.
23. Amorphophallus barbatus A.Galloway & Ongsakul
24. Amorphophallus barthlottii Ittenb. & Lobin
25. Amorphophallus baumannii (Engl.) N.E.Br.
26. Amorphophallus beccarii Engl.
27. Amorphophallus bequaertii De Wild.
28. Amorphophallus bognerianus Sivad. & Jaleel
29. Amorphophallus bolikhamxayensis A.Galloway, Ongsakul & Petra Schmidt
30. Amorphophallus bonaccordensis Sivad. & N.Mohanan
31. Amorphophallus borneensis (Engl.) Engl. & Gehrm.
32. Amorphophallus boyceanus Hett.
33. Amorphophallus brachyphyllus Hett.
34. Amorphophallus brevipetiolatus A.Galloway, Ongsakul & Petra Schmidt
35. Amorphophallus brevispathus Gagnep.
36. Amorphophallus bubenensis J.T.Yin & Hett.
37. Amorphophallus bufo Ridl.
38. Amorphophallus bulbifer (Roxb.) Blume
39. Amorphophallus calabaricus N.E.Br.
40. Amorphophallus canaliculatus Ittenb., Hett. & Lobin
41. Amorphophallus candidissimus X.Gong & H.Li
42. Amorphophallus carneus Ridl.
43. Amorphophallus carnosus Engl.
44. Amorphophallus chlorospathus Kurz ex Hook.f.
45. Amorphophallus cicatricifer Hett.
46. Amorphophallus cidarioides J.R.Callado, Medecilo & Hett.
47. Amorphophallus cirrifer Stapf
48. Amorphophallus claudelii A.Galloway & Ongsakul
49. Amorphophallus coaetaneus S.Y.Liu & S.J.Wei
50. Amorphophallus commutatus (Schott) Engl.
51. Amorphophallus consimilis Blume
52. Amorphophallus corrugatus N.E.Br.
53. Amorphophallus costatus Hett.
54. Amorphophallus coudercii (Bogner) Bogner
55. Amorphophallus crinitus A.Galloway, Luu, Malkm.-Huss., Prehsler & Claudel
56. Amorphophallus crispifolius A.Galloway, Ongsakul & Petra Schmidt
57. Amorphophallus croatii Hett. & A.Galloway
58. Amorphophallus cruddasianus Prain
59. Amorphophallus curvistylis Hett.
60. Amorphophallus declinatus Hett.
61. Amorphophallus decus-silvae Backer & Alderw.
62. Amorphophallus discophorus Backer & Alderw.
63. Amorphophallus dracontioides (Engl.) N.E.Br.
64. Amorphophallus dunnii Tutcher
65. Amorphophallus dzui Hett.
66. Amorphophallus eburneus Bogner
67. Amorphophallus echinatus Bogner & Mayo
68. Amorphophallus eichleri (Engl.) Hook.f.
69. Amorphophallus elatus Hook.f.
70. Amorphophallus elegans Ridl.
71. Amorphophallus elliottii Hook.f.
72. Amorphophallus erythrororrhachis Hett., Pronk & R.Kaufmann
73. Amorphophallus excentricus Hett.
74. Amorphophallus fallax (Serebryanyi) Hett. & Claudel
75. Amorphophallus ferruginosus A.Galloway
76. Amorphophallus flotoi (S.Y.Hu) Govaerts
77. Amorphophallus forbesii (Engl.) Engl. & Gehrm.
78. Amorphophallus fornicatus Hett., J.R.Callado & Wistuba
79. Amorphophallus fuscus Hett.
80. Amorphophallus galbra F.M.Bailey
81. Amorphophallus gallaensis (Engl.) N.E.Br.
82. Amorphophallus gallowayi Hett.
83. Amorphophallus gigas Teijsm. & Binn.
84. Amorphophallus glaucophyllus Hett. & Serebryanyi
85. Amorphophallus gliruroides Engl.
86. Amorphophallus glossophyllus Hett.
87. Amorphophallus goetzei (Engl.) N.E.Br.
88. Amorphophallus gomboczianus Pic.Serm.
89. Amorphophallus gracilior Hutch.
90. Amorphophallus gracilis Engl.
91. Amorphophallus haematospadix Hook.f.
92. Amorphophallus harmandii Engl. & Gehrm.
93. Amorphophallus hayi Hett.
94. Amorphophallus hemicryptus Hett. & J.F.Maxwell
95. Amorphophallus henryi N.E.Br.
96. Amorphophallus hetterscheidii Ittenb. & Lobin
97. Amorphophallus hewittii Alderw.
98. Amorphophallus hildebrandtii (Engl.) Engl. & Gehrm.
99. Amorphophallus hirsutus Teijsm. & Binn.
100. Amorphophallus hirtus N.E.Br.
101. Amorphophallus hohenackeri (Schott) Engl. & Gehrm.
102. Amorphophallus hottae Bogner & Hett.
103. Amorphophallus impressus Ittenb.
104. Amorphophallus incurvatus Alderw.
105. Amorphophallus infundibuliformis Hett., A.Dearden & A.Vogel
106. Amorphophallus interruptus Engl. & Gehrm.
107. Amorphophallus johnsonii N.E.Br.
108. Amorphophallus josefbogneri Hett.
109. Amorphophallus julaihii Ipor, Tawan & P.C.Boyce
110. Amorphophallus juliae P.C.Boyce & Hett.
111. Amorphophallus kachinensis Engl. & Gehrm.
112. Amorphophallus khammouanensis A.Galloway
113. Amorphophallus kienluongensis V.D.Nguyen, Luu & Hett.
114. Amorphophallus kiusianus (Makino) Makino
115. Amorphophallus konjac K.Koch
116. Amorphophallus konkanensis Hett., S.R.Yadav & K.S.Patil
117. Amorphophallus koratensis Gagnep.
118. Amorphophallus krausei Engl.
119. Amorphophallus kuznetsovii (Serebryanyi) Hett. & Claudel
120. Amorphophallus lacourii Linden & André
121. Amorphophallus lambii Mayo & Widjaja
122. Amorphophallus lanceolatus (Serebryanyi) Hett. & Claudel
123. Amorphophallus lanuginosus Hett.
124. Amorphophallus laoticus Hett.
125. Amorphophallus lewallei Malaisse & Bamps
126. Amorphophallus linearis Gagnep.
127. Amorphophallus linguiformis Hett.
128. Amorphophallus longicomus Hett. & Serebryanyi
129. Amorphophallus longiconnectivus Bogner
130. Amorphophallus longispathaceus Engl. & Gehrm.
131. Amorphophallus longistylus Kurz ex Hook.f.
132. Amorphophallus longituberosus (Engl.) Engl. & Gehrm.
133. Amorphophallus lunatus Hett. & Sizemore
134. Amorphophallus luzoniensis Merr.
135. Amorphophallus lyratus (Roxb.) Kunth
136. Amorphophallus macrophyllus (Gagnep. ex Serebryanyi) Hett. & Claudel
137. Amorphophallus macrorhizus Craib
138. Amorphophallus malkmus-husseinii A.Galloway, Prehsler & Claudel
139. Amorphophallus mangelsdorffii Bogner
140. Amorphophallus manta Hett. & Ittenbach
141. Amorphophallus margaritifer (Roxb.) Kunth
142. Amorphophallus margretae Ittenb.
143. Amorphophallus maximus (Engl.) N.E.Br.
144. Amorphophallus maxwellii Hett.
145. Amorphophallus mekongensis Engl. & Gehrm.
146. Amorphophallus merrillii K.Krause
147. Amorphophallus mildbraedii K.Krause
148. Amorphophallus minor Ridl.
149. Amorphophallus mossambicensis (Schott ex Garcke) N.E.Br.
150. Amorphophallus muelleri Blume
151. Amorphophallus mullendersii Malaisse & Bamps
152. Amorphophallus myosuroides Hett. & A.Galloway
153. Amorphophallus mysorensis E.Barnes & C.E.C.Fisch.
154. Amorphophallus napalensis (Wall.) Bogner & Mayo
155. Amorphophallus napiger Gagnep.
156. Amorphophallus natolii Hett., Wistuba, V.B.Amoroso, Medecilo & Claudel
157. Amorphophallus niahensis P.C.Boyce & Hett.
158. Amorphophallus nicolaii Hett.
159. Amorphophallus nicolsonianus Sivadasan
160. Amorphophallus obovoideus Alderw.
161. Amorphophallus obscurus Hett. & Sizemore
162. Amorphophallus ochroleucus Hett. & V.D.Nguyen
163. Amorphophallus oncophyllus Prain ex Hook.f.
164. Amorphophallus ongsakulii Hett. & A.Galloway
165. Amorphophallus operculatus Hett. & Sizemore
166. Amorphophallus opertus Hett.
167. Amorphophallus paeoniifolius (Dennst.) Nicolson
168. Amorphophallus palawanensis Bogner & Hett.
169. Amorphophallus paucisectus Alderw.
170. Amorphophallus pendulus Bogner & Mayo
171. Amorphophallus perakensis Engl.
172. Amorphophallus perrieri Hett. & Wahlert
173. Amorphophallus pilosus Hett.
174. Amorphophallus plicatus Bok & H.J.Lam
175. Amorphophallus polyanthus Hett. & Sizemore
176. Amorphophallus prainii Hook.f.
177. Amorphophallus preussii (Engl.) N.E.Br.
178. Amorphophallus prolificus Hett. & A.Galloway
179. Amorphophallus pulchellus Hett. & Schuit.
180. Amorphophallus purpurascens Kurz ex Hook.f.
181. Amorphophallus pusillus Hett. & Serebryanyi
182. Amorphophallus putii Gagnep.
183. Amorphophallus pygmaeus Hett.
184. Amorphophallus ranchanensis Ipor, A.Simon & Meekiong
185. Amorphophallus ravenii V.D.Nguyen & Hett.
186. Amorphophallus rayongii Hett. & Medecilo
187. Amorphophallus reflexus Hett. & A.Galloway
188. Amorphophallus rhizomatosus Hett.
189. Amorphophallus richardsiae Ittenb.
190. Amorphophallus rostratus Hett.
191. Amorphophallus rugosus Hett. & A.L.Lamb
192. Amorphophallus sagittarius Steenis
193. Amorphophallus salmoneus Hett.
194. Amorphophallus saraburensis Gagnep.
195. Amorphophallus saururus Hett.
196. Amorphophallus scaber Serebryanyi & Hett.
197. Amorphophallus schmidtiae Hett. & A.Galloway
198. Amorphophallus scutatus Hett. & T.C.Chapm.
199. Amorphophallus serrulatus Hett. & A.Galloway
200. Amorphophallus shyamsalilianus J.V.Gadpay., Somkuwar & A.A.Chaturv.
201. Amorphophallus sinuatus Hett. & V.D.Nguyen
202. Amorphophallus sizemoreae Hett.
203. Amorphophallus smithsonianus Sivadasan
204. Amorphophallus sparsiflorus Hook.f.
205. Amorphophallus spectabilis (Miq.) Engl.
206. Amorphophallus staudtii (Engl.) N.E.Br.
207. Amorphophallus stuhlmannii (Engl.) Engl. & Gehrm.
208. Amorphophallus subcymbiformis Alderw.
209. Amorphophallus sumawongii (Bogner) Bogner & Mayo
210. Amorphophallus suwidjianus Ipor, Tawan & Meekiong
211. Amorphophallus sylvaticus (Roxb.) Kunth
212. Amorphophallus symonianus Hett. & Sizemore
213. Amorphophallus synandrifer Hett. & V.D.Nguyen
214. Amorphophallus taurostigma Ittenb., Hett. & Bogner
215. Amorphophallus tenuispadix Hett.
216. Amorphophallus tenuistylis Hett.
217. Amorphophallus terrestris Hett. & Claudel
218. Amorphophallus teuszii (Engl.) Mottet
219. Amorphophallus thaiensis (S.Y.Hu) Hett.
220. Amorphophallus tinekeae Hett. & A.Vogel
221. Amorphophallus titanum (Becc.) Becc.
222. Amorphophallus tonkinensis Engl. & Gehrm.
223. Amorphophallus tuberculatus Hett. & V.D.Nguyen
224. Amorphophallus umbrinus A.Galloway, Luu, Malkm.-Huss., Prehsler & Claudel
225. Amorphophallus urceolatus Hett., A.Galloway & Medecilo
226. Amorphophallus variabilis Blume
227. Amorphophallus venustus Hett., A.Hay & Mood
228. Amorphophallus verticillatus Hett.
229. Amorphophallus villosus A.Galloway, Luu, Malkm.-Huss., Prehsler & Claudel
230. Amorphophallus vogelianus Hett. & Billensteiner
231. Amorphophallus xiei H.Li & Z.L.Dao
232. Amorphophallus yaoi A.Galloway, Hett. & Medecilo
233. Amorphophallus yuloensis H.Li
234. Amorphophallus yunnanensis Engl.
235. Amorphophallus zenkeri (Engl.) N.E.Br.